# Trockenriss (Sediment)

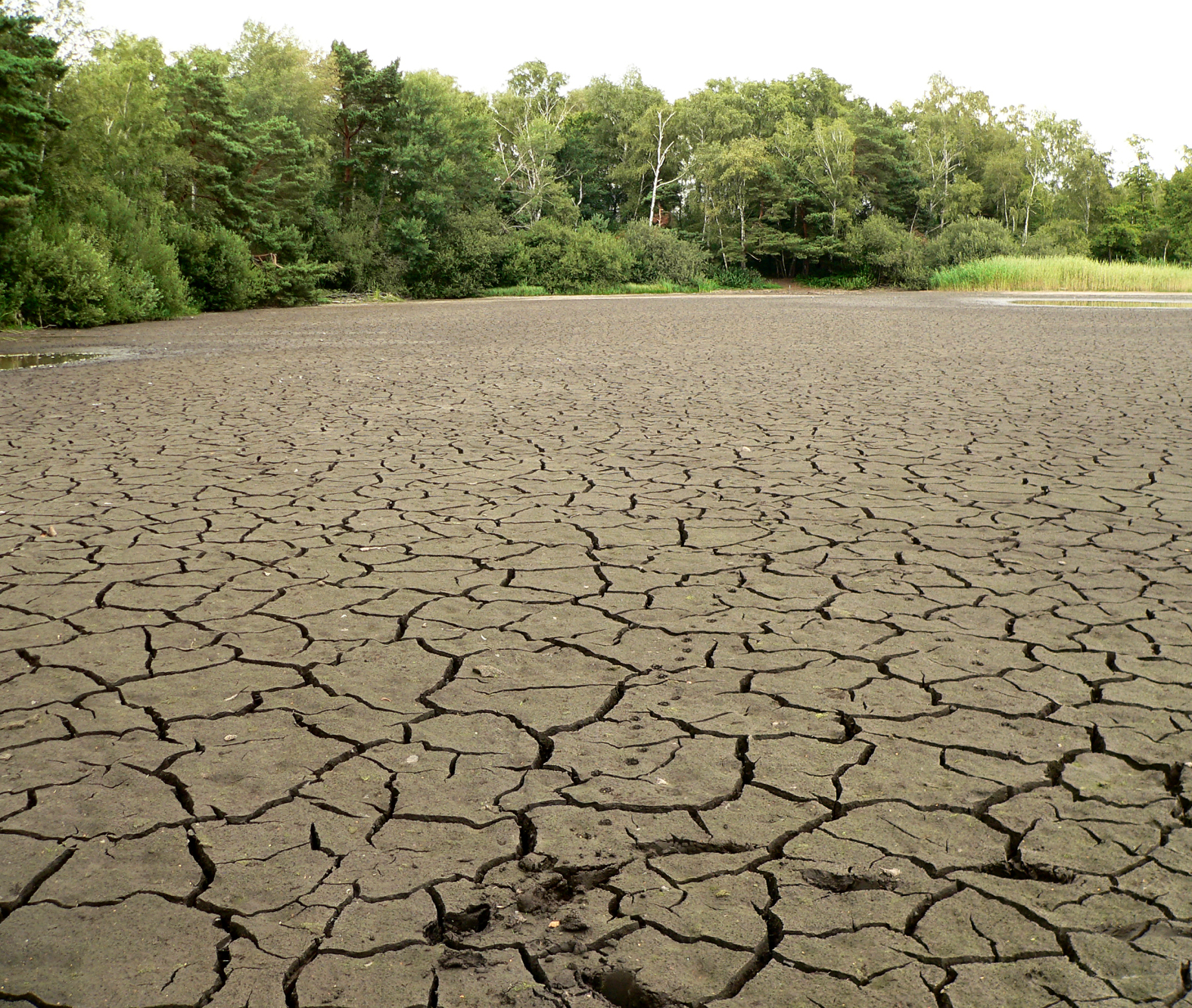
Trockenrisse im ausgetrockneten Würmsee

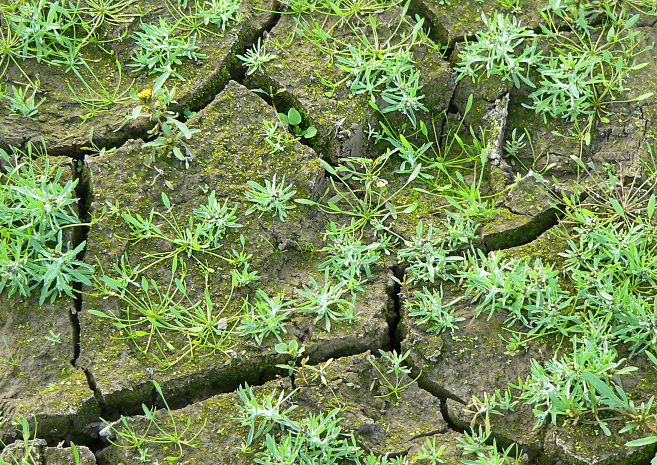
Trockenrisse im Edersee bei Niedrigwasser

Trockenrisse sind Sedimentstrukturen, die sich bilden, wenn schlammiges Sediment trocknet und sich zusammenzieht. Eine ähnliche Rissbildung tritt auch in tonhaltigen Böden als Folge einer Verringerung des Wassergehalts auf.

## Bildung und Unterschied zu Synärese-Rissen
Natürliche Trockenrisse entstehen, wenn nasses, schlammiges Sediment austrocknet und dabei durch den Wasserverlust an Volumen verliert. An und unmittelbar unter der Oberfläche des Sedimentes entsteht eine Dehnungsspannung, weil dort der Volumenverlust am größten ist, während das Material darunter langsamer schrumpft. Wenn diese Dehnungspannung einen kritischen Wert überschreitet, entstehen in der Sedimentoberfläche Spannungsrisse. Diese anfangs noch isolierten Risse werden größer und länger und verbinden sich zu einem polygonalen Netzwerk.
Synärese-Risse sehen ähnlich aus, bilden sich aber unter Wasserbedeckung durch Schrumpfung von schlammigem Sediment aufgrund von unterschiedlichem Salzgehalt oder unterschiedlichen chemischen Bedingungen im Porenwasser des Sediments und in der Wassersäule. Synärese-Risse unterscheiden sich von Trockenrissen, indem sie in der Regel kein zusammenhängendes Netzwerk bilden, sinusförmig gewunden und dreistrahlig oder spindelförmig sind.
Schrumpfungsrisse entstehen auch in gefrorenen Böden. In erstarrenden Lavaströmen entstehen Schrumpfungsklüfte  („Basaltsäulen“), ebenso in magmatischen Dykes und Sills. Schrumpfungsklüfte in magmatischen Gesteinen sind jedoch nicht das Ergebnis eines Wasserverlustes, sondern eines abkühlungsbedingten Volumenschwundes (vgl. Ausdehnungskoeffizient).
Bei Experimenten an industriell aufbereitetem, Montmorillonit-reichem Ton wurde unter Laborbedingungen festgestellt, dass die Geometrie der Trockenrisse davon abhängt, wie oft das Substrat eingetrocknet ist. Während bei einmaliger Eintrocknung ein rechtwinkliges Trockenrissmuster entstand, entwickelte sich im Lauf mehrerer Zyklen von Austrocknung und anschließender Wiederdurchfeuchtung eine sechseckige Geometrie mit Rissen, die in etwa 120° zueinander orientiert sind.
In eingetrockneten Schlämmen am Grund von Absetzbecken für Tailings aus dem Uranbergbau sind Trockenrisse von mehreren Metern Tiefe beobachtet worden.

## Morphologie und Klassifizierung

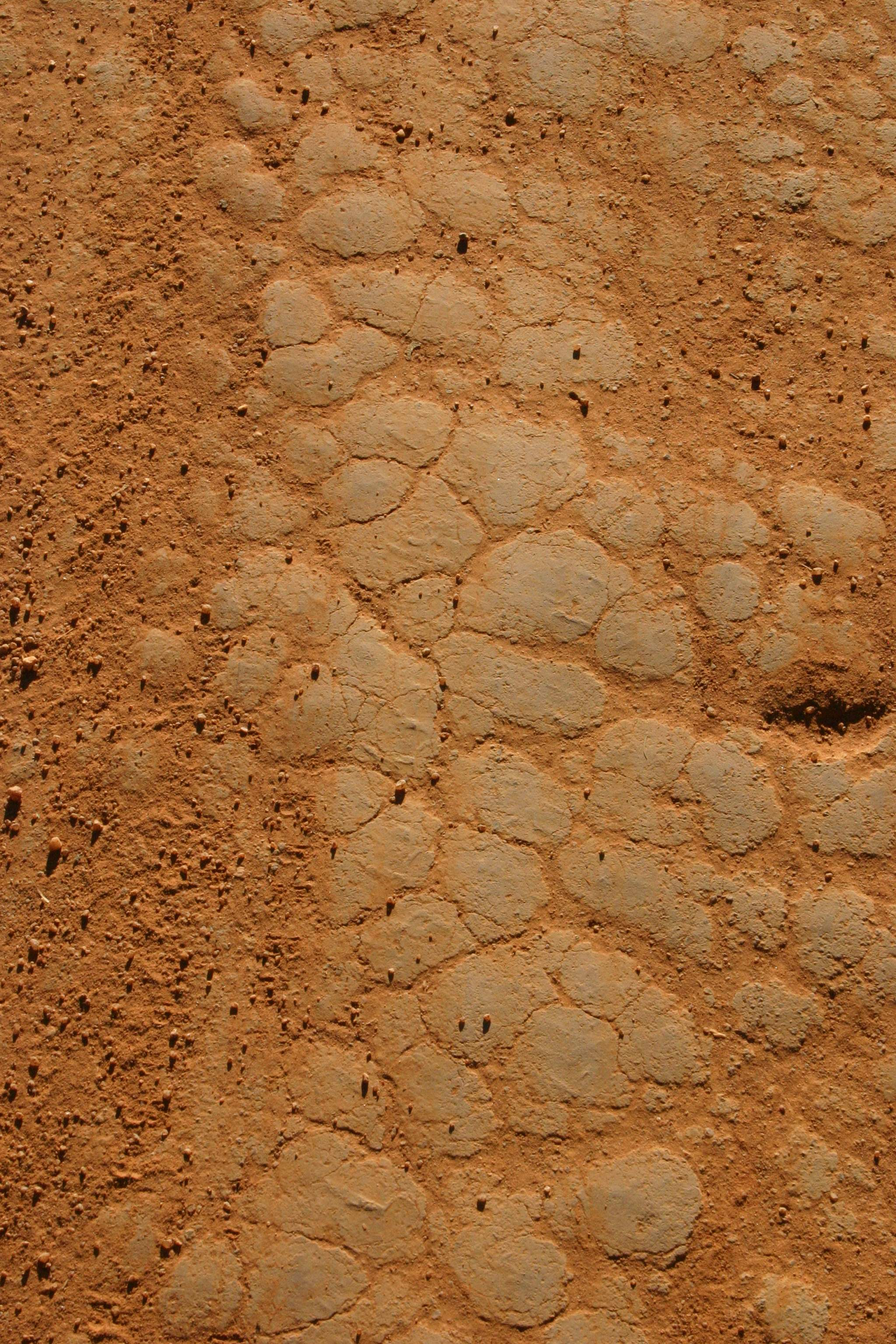
Rissmuster in Ton, der der Luft ausgesetzt ist

Trockenrisse sind in der Aufsicht meist polygonal und im Querschnitt V-förmig. Das „V“ öffnet sich zur Oberseite der Schicht hin und verjüngt sich in Richtung der Unterseite.
John R. L. Allen schlug 1982 ein Klassifizierungsschema für Trockenrisse vor, das auf deren Vollständigkeit, Ausrichtung, Form und Art der Verfüllung basiert.

### Vollständigkeit
Von vollständigen Trockenrissen spricht man bei einem zusammenhängenden polygonalen Netzwerk. Dieses entsteht, wenn sich einzelne Risse zu einem größeren durchgehenden Riss zusammenschließen.
Unvollständige Trockenrisse sind nicht miteinander verbunden, bilden sich aber dennoch in der gleichen Region oder an der gleichen Stelle wie die anderen Risse.

### Aufsichtgeometrie
- Orthogonale Schnittpunkte können eine bevorzugte Ausrichtung haben oder zufällig sein:
  - Bei orientierten orthogonalen Rissen sind die Risse in der Regel vollständig, verbinden sich miteinander und bilden unregelmäßige polygonale Formen und oft Reihen von ihnen.
  - Bei zufällig ausgerichteten orthogonalen Rissen sind die Risse unvollständig und unorientiert, so dass sie sich nicht verbinden oder allgemeine Formen bilden. Obwohl sie keine allgemeinen Formen bilden, sind sie nicht perfekt geometrisch.[7]
- Nicht-orthogonale Trockenrisse haben ein geometrisches Muster.
  - Bei unvollständigen nicht-orthogonalen Rissen bilden sie sich als eine einzelne Dreipunkt-Sternform, die aus drei Rissen zusammengesetzt ist. Sie können sich auch mit mehr als drei Rissen bilden, aber drei Risse werden im Allgemeinen als Minimum angesehen.
  - Bei abgeschlossenen nicht-orthogonalen Rissen bilden sie ein sehr geometrisches Muster. Das Muster ähnelt kleinen polygonal geformten Fliesen in einem sich wiederholenden Muster.[3]

### Gewölbte Trockenrisse

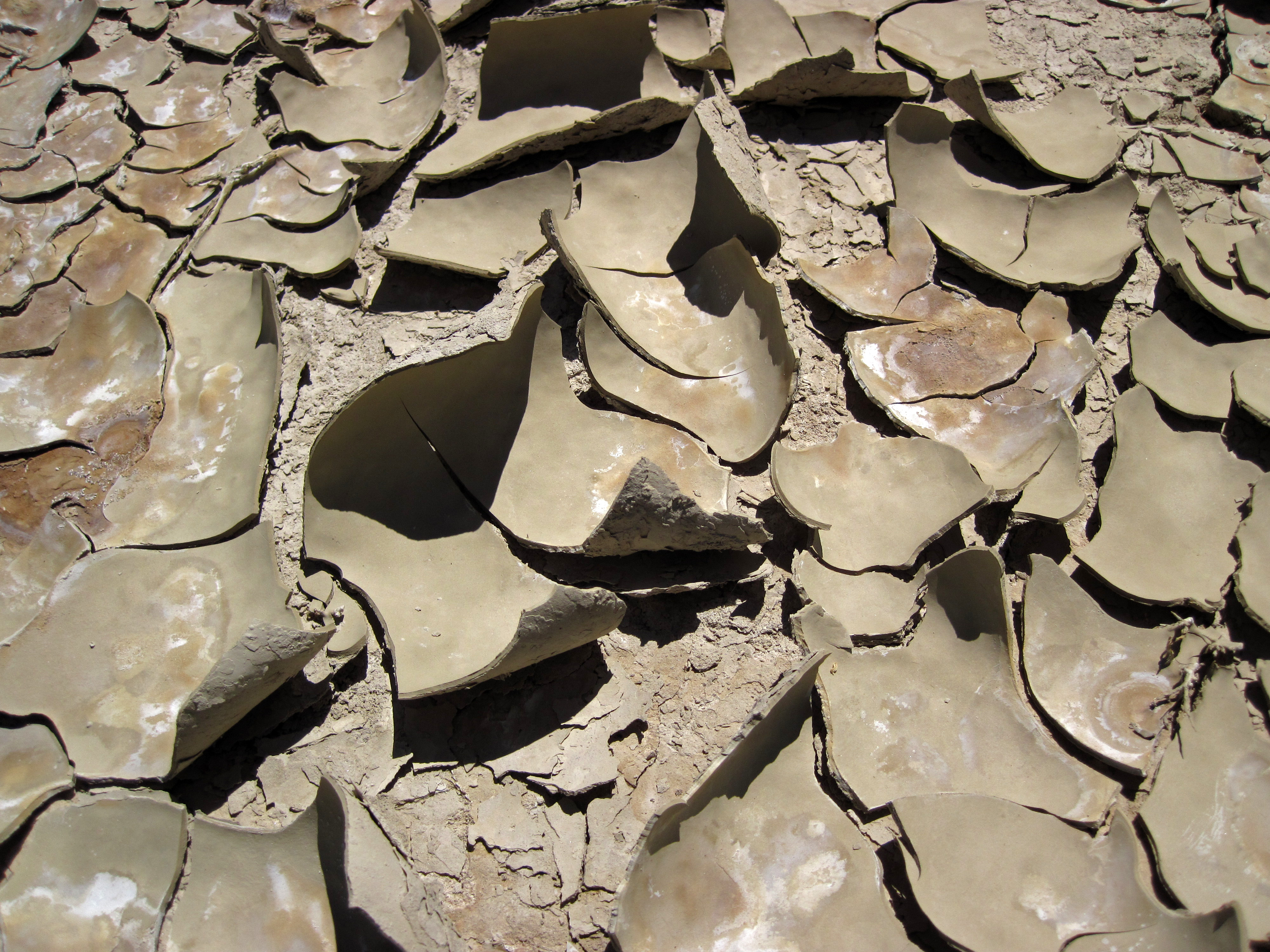
Gewölbte Trockenrisse (Black Rock Creek Valley, nördlich von Black Rock, Leucite Hills, Wyoming, USA)

In einem der letzten Stadien der Austrocknung biegen sich die Ränder der Trockenrisse aufwärts. Dieses Phänomen tritt häufig an der Oberfläche von sehr fein geschichtetem Schlamm auf. Es zeigt sich, wenn die Austrocknung des Schlamms soweit fortgeschritten ist, dass sich die oberste der dünnen Schichten (Lamina) des Schlamms von den darunterliegenden ablöst. Die durch die Risse voneinander isolierten Schollen der obersten Schicht trocknen an ihrer Oberseite schneller aus als an ihrer Unterseite. Deshalb schrumpfen sie auch schneller an ihrer Oberseite, wodurch ihre Ränder aufwärts gezogen werden. Wenn sie später von strömendem Wasser überspült werden, können die aufwärts gebogenen Partien leicht abgerissen, transportiert und an anderer Stelle, eingebettet in feinen Sand oder Silt, als Tongallen wieder abgelagert werden.

## Umweltbedingungen und Substrate
Natürlich vorkommende Trockenrisse bilden sich bei ausreichend trockener Witterung in vormals wassergesättigten Sedimenten von Schwemmebenen und ausgetrockneten Stillgewässern.
Das Muster der Trockenrisse kann überdies ein Indiz dafür sein, ob die Sedimentoberfläche direkter Sonneneinstrahlung ausgesetzt oder beschattet war: schnelles Austrocknen unter direkter Sonneneinstrahlung führt zu weitständigen, unregelmäßigen Trockenrissen, während engständigere, regelmäßigere Trockenrisse darauf hinweisen, dass sie in einer beschatteten Sedimentoberfläche entstanden sind.
In der Technik
Polygonale Rissnetzwerke, die Trockenrissen ähneln, können sich in künstlich hergestellten Materialien wie Keramikglasuren (Krakelee), Farbfilmen und schlecht hergestelltem Beton bilden. Trockenriss-Musterung in kleineren Maßstäben kann auch bei der Untersuchung von technologischen Dünnschichten beobachtet werden, die mit Hilfe von Mikro- und Nanotechnologien abgeschieden werden.

## Geologische Überlieferung

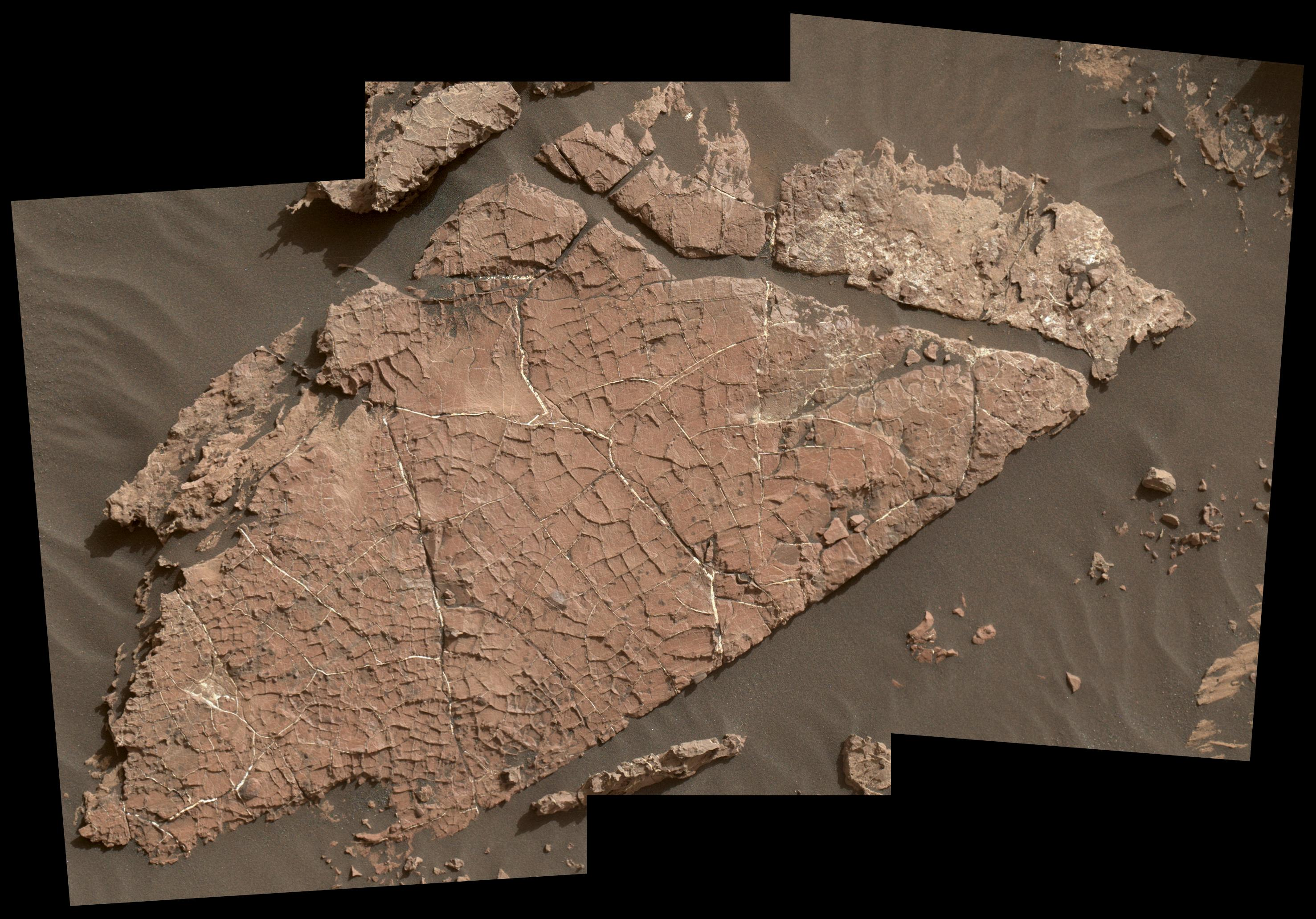
Wahrscheinlich fossile Trockenrisse auf dem Mars (Gale-Krater), die Breite des Bildausschnittes beträgt etwa 1,2 Meter

Trockenrisse können erhalten sein:

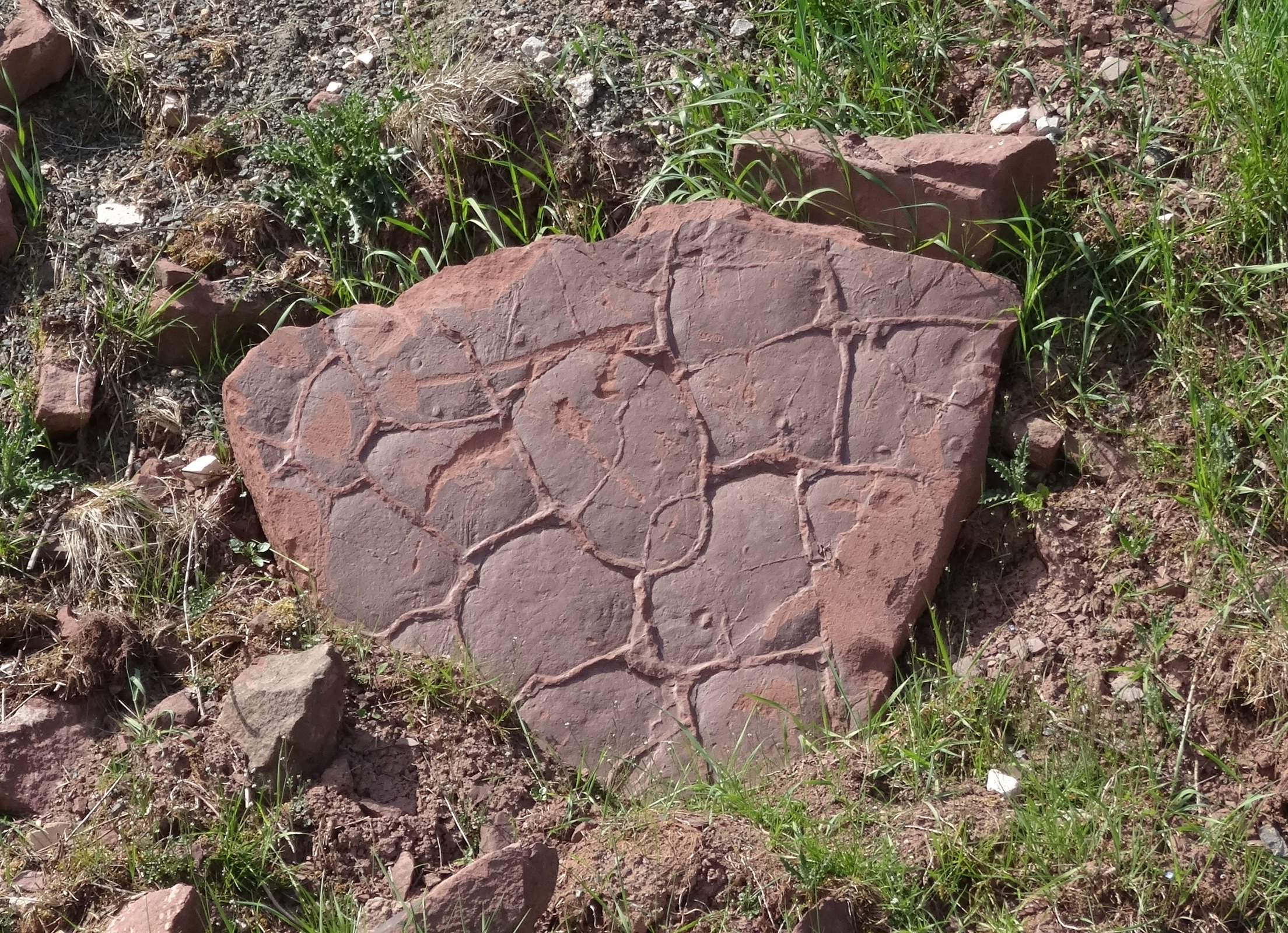
Fossile Trockenrissfüllungen (Netzleisten) an der Unterseite einer Sandsteinplatte (Tambacher Sandstein, Oberrotliegend, Bromacker)

- als v-förmige Risse auf der Oberseite einer Schicht aus schlammigem Sediment; hier sehen die Risse so aus wie zur Zeit ihrer Bildung
- als Abdrücke auf der Basis der darüber liegenden Schicht; hier sind die Risse mit jüngerem, darüber liegendem Sediment ausgefüllt.

In den meisten Beispielen am Grund des Gesteins sind die Risse der Teil, der am meisten herausragt. Bottom-of-Bed-Konservierung tritt auf, wenn Trockenrisse, die sich bereits gebildet haben und vollständig ausgetrocknet sind, mit frischem, nassem Sediment bedeckt und begraben werden. Durch Verschüttung und Druck wird das neue nasse Sediment weiter in die Risse gedrückt, wo es trocknet und aushärtet. Das schlammrissige Gestein ist dann später der Erosion ausgesetzt. In diesen Fällen erodieren die ursprünglichen Trockenrisse schneller als das neuere Material, das die Räume füllt. Diese Art von Trockenrissen wird von Geologen verwendet, um die vertikale Ausrichtung von Gesteinsproben zu bestimmen, die durch Faltung oder Verwerfung verändert wurden.
Trockenrisse können fossil in kontinentalen Sedimentgesteinen überliefert sein. An Unterseiten von Sandsteinplatten oder -bänken kommen sie als Negativabgüsse in Form von Netzleisten vor, bisweilen zusammen mit Ausfüllungen von Trittsiegeln ausgestorbener Landwirbeltiere (Paradebeispiel: Chirotherium barthii in seiner Typuslokalität in Hildburghausen).
Am 31. Dezember 2016 nahm die MAHLI-Kamera des Mars-Rovers Curiosity ein Foto auf, das wahrscheinlich eine Schichtfläche mit rund 3 Milliarden Jahre alten Trockenrissen zeigt. Auf dem Bild ist recht eindeutig ein Muster aus vollkommenen Rissen mit rechtwinkliger Geometrie erkennbar.

## Galerie

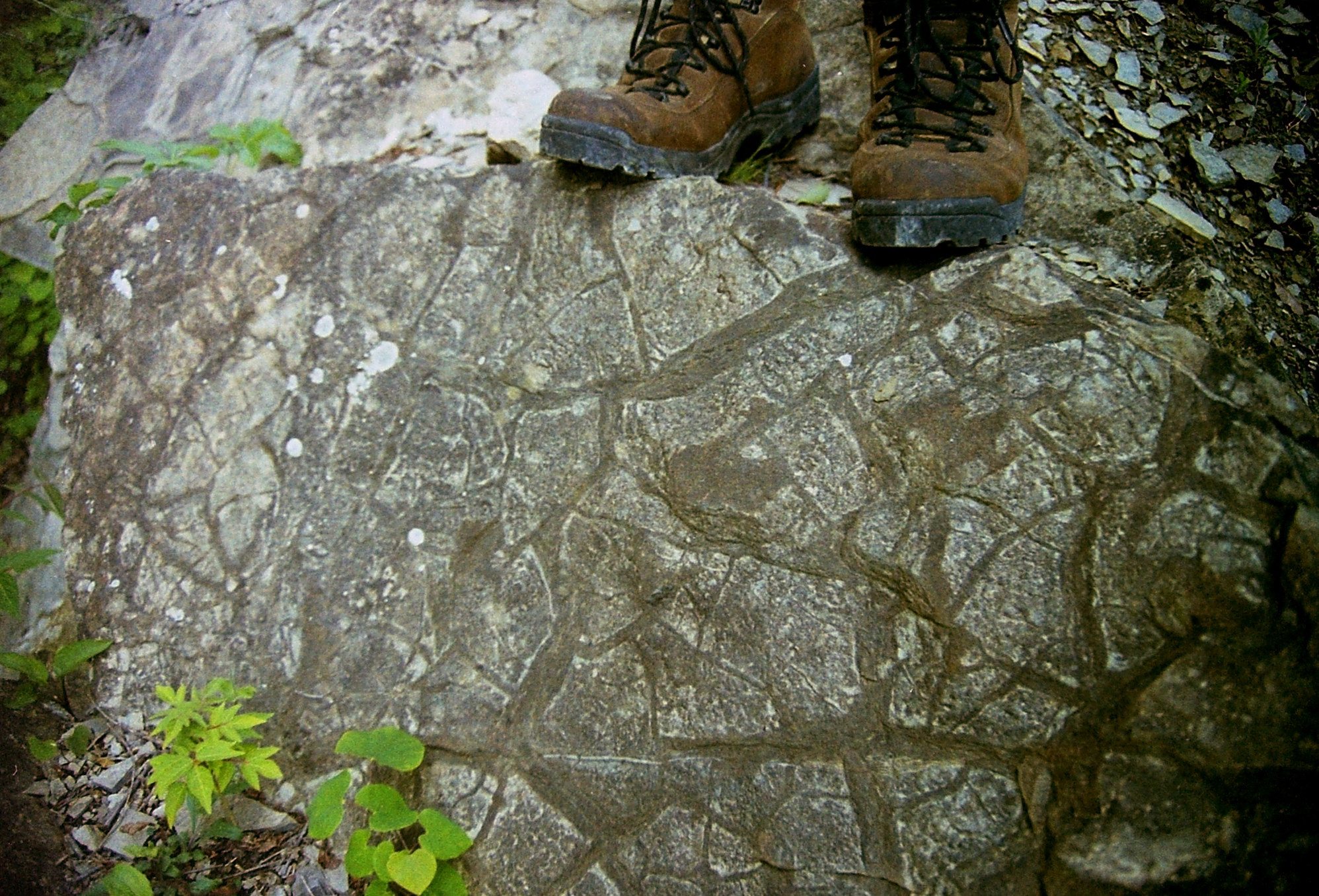
Sohlebene Ansicht alter Trockenrisse
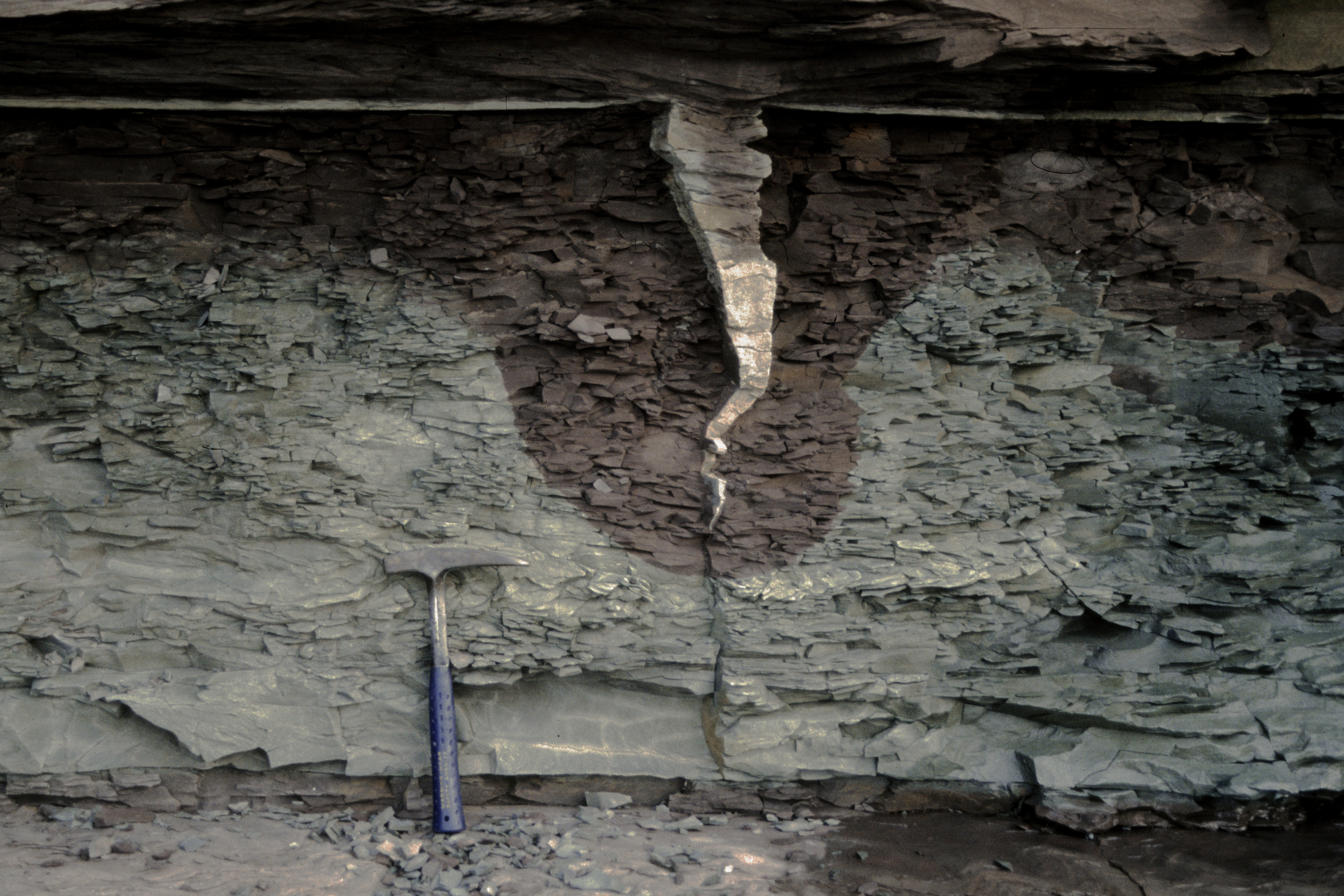
Querschnittsansicht eines alten Trockenrisses
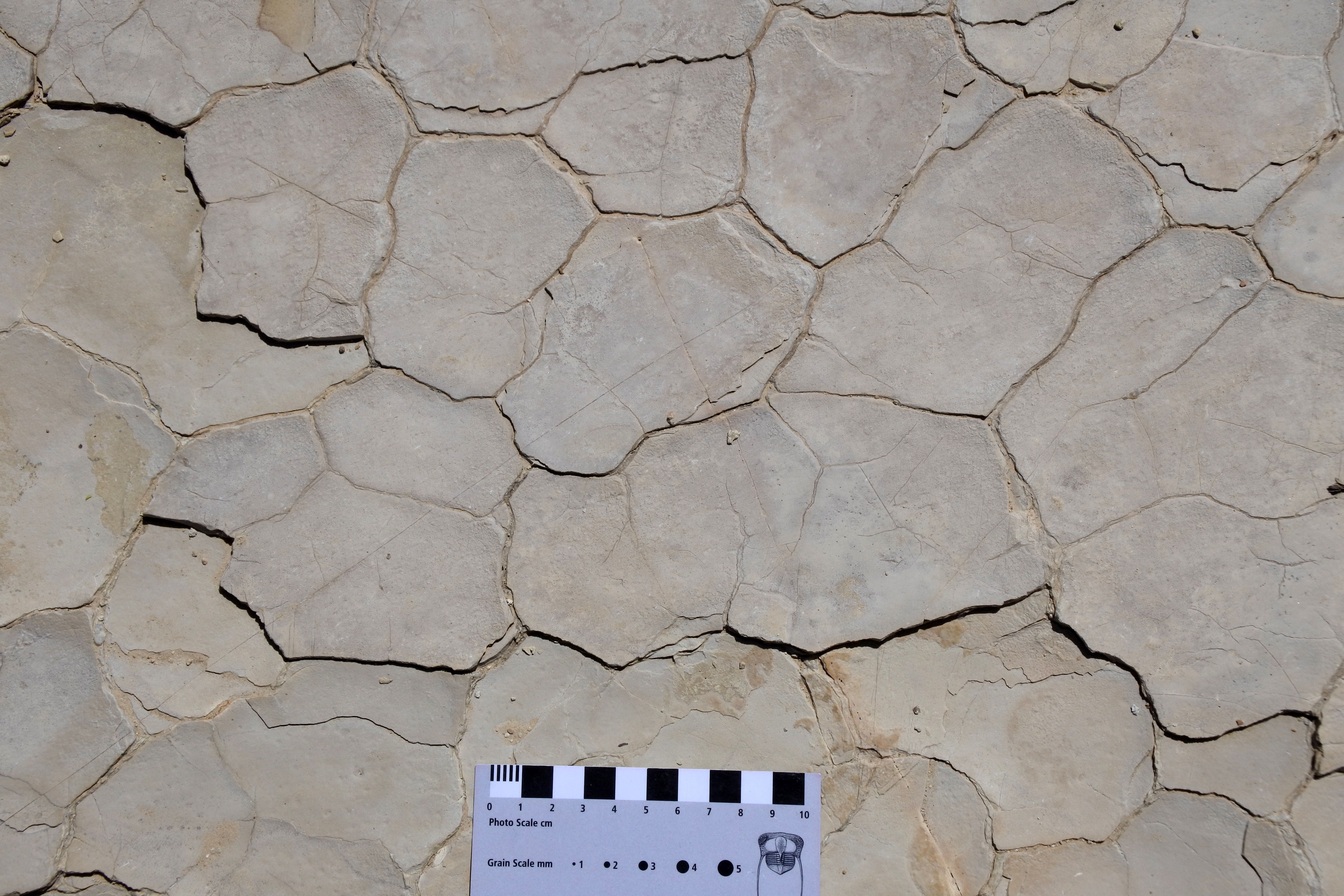
Trockenrisse in der Carmel-Formation (Mittlerer Jura) bei Gunlock, Utah
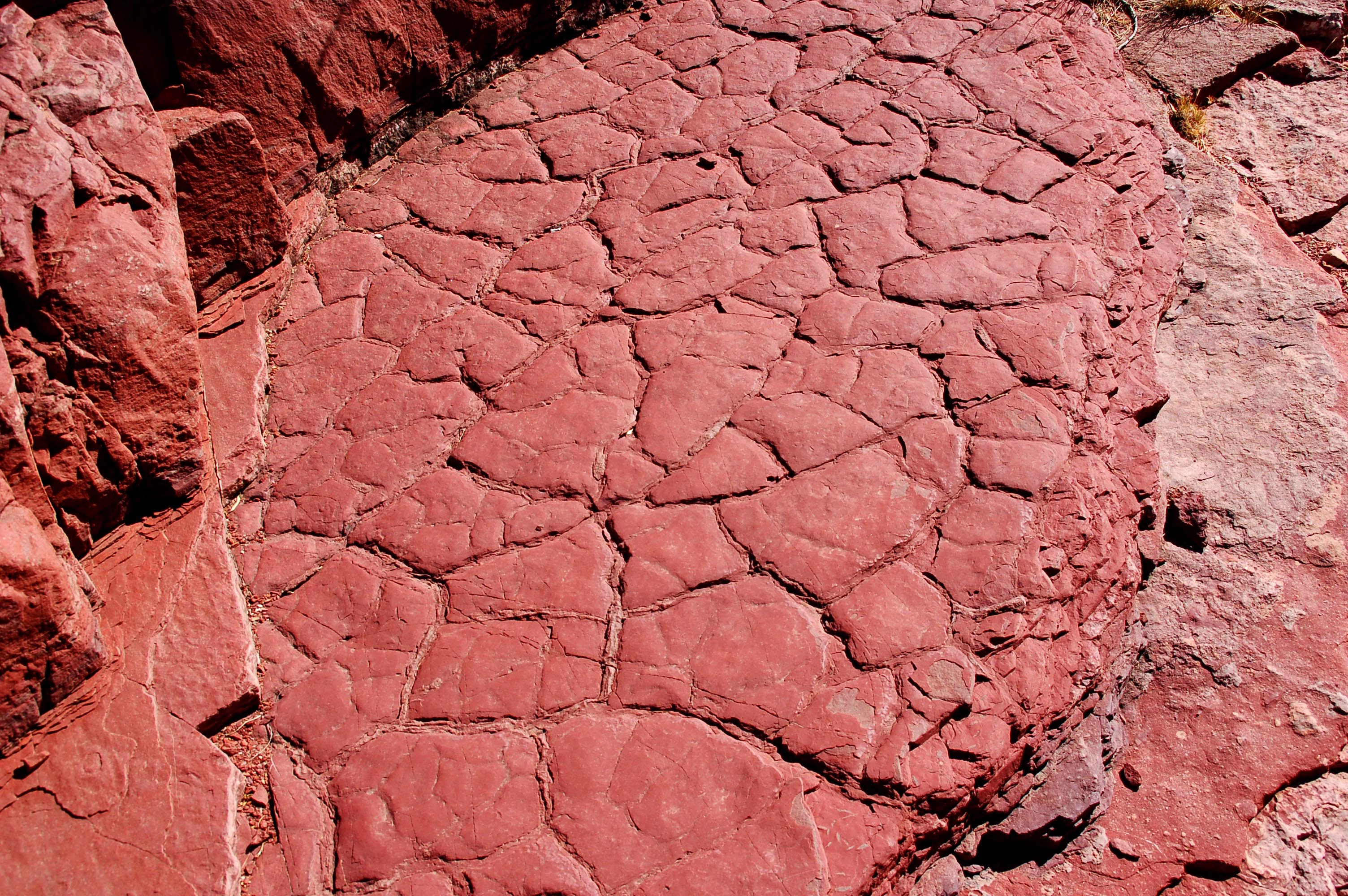
Grand Canyon Supergroup Hakatai Shale mit Trockenrissen